# Kreisgericht Recklinghausen
Das Kreisgericht Recklinghausen war von 1849 bis 1851 ein preußisches Kreisgericht mit Sitz in Recklinghausen.

## Geschichte
In Recklinghausen bestand zwischen 1815 und 1949 das Land- und Stadtgericht Recklinghausen als Eingangsgericht. Die „Verordnung über die Aufhebung der Privatgerichtsbarkeit und des eximierten Gerichtsstandes sowie über die anderweitige Organisation der Gerichte“ vom 2. Januar 1849 hob die Patrimonialgerichtsbarkeit auf. Gleichzeitig wurde das Appellationsgericht Münster geschaffen, dem Kreisgerichte, darunter das Kreisgericht Recklinghausen zugeordnet waren. Dessen Sprengel umfasste die Kreise Recklinghausen und Lüdinghausen. In Dorsten, Lüdinghausen und Werne bestanden eine Gerichtsdeputationen.
Zum 1. April 1851 wurde dieses geteilt und ein eigenes Kreisgericht Lüdinghausen eingerichtet. Das Kreisgericht Recklinghausen wurde nach Dorsten verlegt und als Kreisgericht Dorsten bezeichnet. In Recklinghausen wurde eine Gerichtsdeputation des Kreisgerichts Dorsten eingerichtet.

## Gerichtsdeputation Dorsten
Die Gerichtsdeputation Dorsten umfasste den Sprengel des vorherigen Land- und Stadtgerichts Dorsten. 1851 wurde die Gerichtsdeputation Dorsten aufgehoben und das Kreisgericht Dorsten gebildet.

## Gerichtsdeputation Lüdinghausen
Die Gerichtsdeputation Lüdinghausen umfasste den Sprengel des vorherigen Land- und Stadtgerichts Lüdinghausen sowie das Amt Senden, welches früher zum Land- und Stadtgericht Dülmen gehört hatte. 1851 wurde die Gerichtsdeputation Lüdinghausen aufgehoben und das Kreisgericht Lüdinghausen gebildet.

## Gerichtsdeputation Werne
Die Gerichtsdeputation Werne umfasste den Sprengel des vorherigen Land- und Stadtgerichts Werne sowie die Kirchspiele Drensteinfurt und Walstedde, welche früher zum Land- und Stadtgericht Ahlen gehört hatten. 1851 wurde die Gerichtsdeputation Werne dem Kreisgericht Lüdinghausen zugeordnet.

## Richter

### Direktoren
- Reinking (1849–1851)

### Kreisgerichtsräte
- Honthumb (1849/50)
- Evelt (1849–1851)
- Strotkamp (1849–1851)
- Michels (1849–1851)
- Geisberg (1849–1851)
- von Detten (1849–1851)
- von Ascheberg (1849–1851)
- Hermann Schultz (1849–1851)
- Jungeblodt (1849–1851)

### Kreisrichter bzw. Kreisgerichtsräte der Gerichtsdeputation Dorsten
- Callenberg (1849–1851)
- Keller (1849–1858)
- Winkelmann (1849–1851)
- Heitmann (1849–1851)[4]